# 泰爾梅

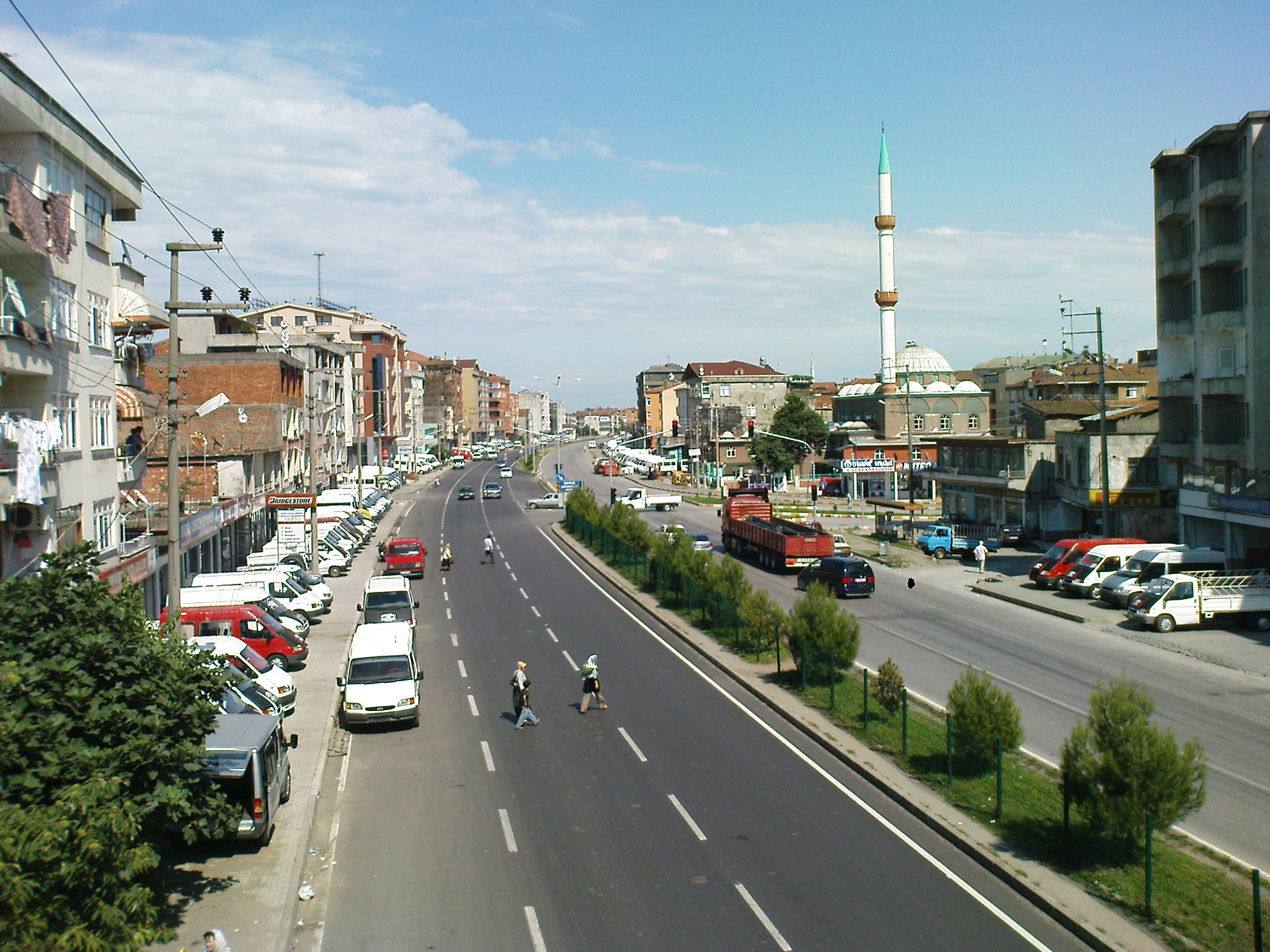
A view of Terme

泰爾梅是土耳其的城鎮，位於該國北部黑海沿岸，由薩姆松省負責管轄，始建於公元前12世紀，主要農產品有榛果和煙草，2010年人口30,866。
41°12′33″N 36°58′26″E / 41.20917°N 36.97389°E